# Czornomoreć Odessa
Czornomoreć Odessa (ukr. Футбольний клуб «Чорноморець» Одеса, Futbolnyj Kłub "Czornomoreć" Odesa) – ukraiński klub piłkarski, mający siedzibę w mieście Odessa, na południu kraju. Założony 26 marca 1936 roku jako Dynamo. Obecnie występuje w rozgrywkach ukraińskiej Perszej-lihi.

## Historia
Chronologia nazw:
- 1936: Dynamo Odessa (ukr. «Динамо» Одеса)
- 1940: Charczowyk Odessa (ukr. «Харчовик» Одеса) – po reorganizacji Dynama Odessa
- 1941: Spartak Odessa (ukr. «Спартак» Одеса)
- 1944: Charczowyk Odessa (ukr. «Харчовик» Одеса)
- 1950: klub rozwiązano
- 1951: Metałurh Odessa (ukr. «Металург» Одеса)
- 1955: Charczowyk Odessa (ukr. «Харчовик» Одеса)
- 1958: Czornomoreć Odessa (ukr. «Чорноморець» Одеса)

Piłkarski klub Dynamo Odessa został założony w miejscowości Odessa 26 marca 1936 roku. Jednak już wcześniej klub o takiej nazwie uczestniczył w mistrzostwach miasta od 1923 roku (najpierw do 1926 roku nazywał się Sparta Odessa i występował na drugim poziomie mistrzostw Odessy, potem od 1928 został jednym z najlepszych klubów miasta, a w 1933 zdobył tytuł mistrza Odessy).
24 maja 1936 zespół debiutował w Gruppie W Mistrzostw ZSSR. W 1938 w związku z rozszerzeniem najwyższej klasy został promowany do Gruppy A.
Na początku 1940 roku Decyzją Rady Centralnej Towarzystwa "Dynamo" zespoły Dynama zostały zdjęte z rozgrywek Mistrzostw ZSRR. Klub został połączony z Charczowykiem Odessa, który od 1936 brał udział w Mistrzostwach Ukraińskiej SRR i początkowo reprezentował Fabrykę KinAp. Po fuzji reorganizowany klub o nazwie Charczowyk Odessa zastąpił Dynamo w sezonie 1940. W 1941 roku klub został ponownie zreformowany, kiedy stowarzyszenie sportowe Charczowyk zostało włączone do Spartaka, w wyniku czego występował pod nazwą Spartak Odessa.
Po II wojnie światowej klub został reaktywowany jako Charczowyk Odessa i startował w drugiej sowieckiej lidze (Klasa B). Po zakończeniu sezonu 1950 klub przegrał w barażach z Spartakiem Użhorod i został rozwiązany.
Historię klubu kontynuował klub Metałurh Odessa, który w 1951-1952 występował w mistrzostwach Ukraińskiej SRR. W 1953 roku, po rozszerzeniu uczestników Klasy B, miasto Odessa było reprezentowane przez Metałurha (w klasie B 1953, 1954), który wkrótce został ponownie zastąpiony przez już bardziej znanego Charczowyka Odessa. W latach 1957–1958 powstało stowarzyszenie sportowe Awanhard, które pod swój patronat przyjęło wiele innych mniejszych stowarzyszeń na Ukrainie. W 1958 roku zespół miasta Odessy przyjął nazwę Czornomoreć Odessa i reprezentował miejską fabrykę lin. W 1959 roku klub został przekazany spółce żeglugi czarnomorskiej, która była członkiem stowarzyszenia sportowego Wodnik.
W 1965 klub powrócił do Klasy A i brał udział na najwyższym poziomie w rozrywkach piłkarskich byłego ZSRR do roku 1991, z wyjątkiem sezonów 1971-1973 i 1987, kiedy grał na drugim poziomie.
Od początku rozgrywek w niezależnej Ukrainie klub występował w Wyższej Lidze. W drugim i trzecim sezonach zdobył trzecie miejsce, a w czwartym i piątym sezonie wicemistrzostwo kraju. Również w 1992 i 1993/94 wygrał Puchar Ukrainy. W sezonie 1997/98 zajął 15.miejsce i spadł do Pierwszej Ligi. W 1999 po zajęciu drugiego miejsca w Pierwszej Lidze wrócił do Wyższej Ligi, jednak w sezonie 1999/00 znów zajął 15.miejsce i spadł z powrotem do Pierwszej Ligi. Po dwóch latach zajął drugie miejsce w Pierwszej Lidze i w 2002 wrócił do Wyższej Ligi.
W 2006 roku zajął 3. miejsce w Wyższej lidze ukraińskiej i zakwalifikował się do rozgrywek Pucharu UEFA, w których wyeliminował w I rundzie, Wisłę Płock (0:0, 1:1).
W sezonie 2009/10 po raz kolejny uplasował się na 15.pozycji i spadł do Pierwszej Ligi. W następnym sezonie po zdobyciu wicemistrzostwa ligi wrócił do ekstraklasy.
Po zakończeniu sezonu 2017/18, w którym został sklasyfikowany na 11.lokacie, był zmuszony walczyć w barażach z FK Połtawa o utrzymanie w najwyższej lidze. W barażach przegrał z połtawskim klubem 0:0 i 0:3. Jednak 3 lipca 2018 został przywrócony do Premier-lihi z powodu rezygnacji z awansu FK Połtawa. W sezonie 2018/19 ponownie uplasował się na 11.pozycji, a potem po przegranych barażach z Kołosem Kowaliwka został zdegradowany do Pierwszej Ligi.

## Barwy klubowe, strój
| Czarny | Niebieski |

Klub ma barwy czarno-niebieskie. Zawodnicy domowe spotkania zazwyczaj grają w pasiastych poziomo czarno-niebieskich koszulkach, czarnych spodenkach oraz czarnych getrach.

## Sukcesy

### Trofea międzynarodowe
| \| \| Zdobyte trofea w rozgrywkach międzynarodowych (stan na: 31-05-2019) \| |                                                                     |      |                                            |
| Rozgrywki                                                                    | Osiągnięcie                                                         | Razy | Sezon(y)                                   |
| · Liga Europy · (Puchar UEFA)                                                | zdobywca                                                            | 0    |                                            |
| · Liga Europy · (Puchar UEFA)                                                | finalista                                                           | 0    |                                            |
| · Liga Europy · (Puchar UEFA)                                                | 1/16 finału                                                         | 4    | 1985/1986, 1990/1991, 1995/1996, 2013/2014 |
| · Puchar Zdobywców                                                           | zdobywca                                                            | 0    |                                            |
| · Puchar Zdobywców                                                           | finalista                                                           | 0    |                                            |
| · Puchar Zdobywców                                                           | 1/16 finału                                                         | 2    | 1992/1993, 1994/1995                       |
| · Puchar Intertoto                                                           | zdobywca                                                            | 0    |                                            |
| · Puchar Intertoto                                                           | finalista                                                           | 1    | 2007                                       |
| FIFA                                                                         | Zdobyte trofea w rozgrywkach międzynarodowych (stan na: 31-05-2019) |      |                                            |

### Trofea krajowe
Ukraina
| \| \| Zdobyte trofea w rozgrywkach Ukrainy (stan na: 31-05-2019) \| |                                                            |      |                  |
| Rozgrywki                                                           | Osiągnięcie                                                | Razy | Sezon(y)         |
| · Mistrzostwo                                                       | I miejsce                                                  | 0    |                  |
| · Mistrzostwo                                                       | II miejsce                                                 | 2    | 1995, 1996       |
| · Mistrzostwo                                                       | III miejsce                                                | 3    | 1993, 1994, 2006 |
| Puchar                                                              | zdobywca                                                   | 2    | 1992, 1994       |
| Puchar                                                              | finalista                                                  | 1    | 2013             |
| II liga                                                             | I miejsce                                                  | 0    |                  |
| II liga                                                             | II miejsce                                                 | 3    | 1999, 2002, 2011 |
| II liga                                                             | III miejsce                                                | 0    |                  |
| Ukraina                                                             | Zdobyte trofea w rozgrywkach Ukrainy (stan na: 31-05-2019) |      |                  |

ZSRR
| \| \| Zdobyte trofea w rozgrywkach Związku Radzieckiego (stan na: 1-01-1992) \| |                                                                        |      |                                             |
| Rozgrywki                                                                       | Osiągnięcie                                                            | Razy | Sezon(y)                                    |
| Mistrzostwo                                                                     | I miejsce                                                              | 0    |                                             |
| Mistrzostwo                                                                     | II miejsce                                                             | 0    |                                             |
| Mistrzostwo                                                                     | III miejsce                                                            | 1    | 1974                                        |
| Puchar                                                                          | zdobywca                                                               | 0    |                                             |
| Puchar                                                                          | finalista                                                              | 0    |                                             |
| Puchar                                                                          | półfinalista                                                           | 1    | 1966                                        |
| Puchar Ligi                                                                     | zdobywca                                                               | 1    | 1990                                        |
| Puchar Ligi                                                                     | finalista                                                              | 0    |                                             |
| II liga                                                                         | I miejsce                                                              | 5    | 1949, 1961, 1962 (1 grupa ukr.), 1973, 1987 |
| II liga                                                                         | II miejsce                                                             | 1    | 1962                                        |
| II liga                                                                         | III miejsce                                                            | 0    |                                             |
|                                                                                 | Zdobyte trofea w rozgrywkach Związku Radzieckiego (stan na: 1-01-1992) |      |                                             |

- Gruppa W (D3):
  - mistrz (1x): 1937
  - 3.miejsce (1x): 1936, wiosna

### Inne trofea
- Mistrzostwa Ukraińskiej SRR:
  - mistrz (1x): 1961

## Poszczególne sezony

### Rozgrywki międzynarodowe

#### Europejskie puchary
Legenda do wszystkich tabel:
- Q – runda eliminacyjna, 1/16, 1/8, 1/4, 1/2 – odpowiednia faza rozgrywek, Grupa – runda grupowa, 1r gr – pierwsza runda grupowa, 2r gr – druga runda grupowa, F – finał, R – runda, PO – play-off
- k. – rzuty karne, los. – losowanie, Dogr. – dogrywka, w. – zasada bramek strzelonych na wyjeździe

| Sezon   | Rozgrywki                 | Runda   | Przeciwnik          | Dom | Wyjazd | Ogólnie     |
| ------- | ------------------------- | ------- | ------------------- | --- | ------ | ----------- |
| 1975/76 | Puchar UEFA               | 1R      | S.S. Lazio          | 1–0 | 0–3    | 1–3, Dogr.  |
| 1985/86 | Puchar UEFA               | 1R      | Werder Brema        | 2–1 | 2–3    | 4–4, w.     |
| 1985/86 | Puchar UEFA               | 2R      | Real Madryt         | 0–0 | 1–2    | 1–2         |
| 1990/91 | Puchar UEFA               | 1R      | Rosenborg           | 3–1 | 1–2    | 4–3         |
| 1990/91 | Puchar UEFA               | 2R      | AS Monaco           | 0–0 | 0–1    | 0–1         |
| 1992/93 | Puchar Zdobywców Pucharów | Q       | FC Vaduz            | 7–1 | 5–0    | 12–1        |
| 1992/93 | Puchar Zdobywców Pucharów | 1R      | Olympiakos SFP      | 0–3 | 1–0    | 1–3         |
| 1994/95 | Puchar Zdobywców Pucharów | 1R      | Grasshoppers        | 1–0 | 0–3    | 1–3         |
| 1995/96 | Puchar UEFA               | Q       | Hibernians Paola    | 2–0 | 5–2    | 7–2         |
| 1995/96 | Puchar UEFA               | 1R      | Widzew Łódź         | 1–0 | 0–1    | 1–1, k: 6–5 |
| 1995/96 | Puchar UEFA               | 2R      | RC Lens             | 0–0 | 0–4    | 0–4         |
| 1996/97 | Puchar UEFA               | 2Q      | HJK Helsinki        | 2–0 | 2–2    | 4–2         |
| 1996/97 | Puchar UEFA               | 1R      | Progresul Bukareszt | 0–0 | 0–2    | 0–2         |
| 2006/07 | Puchar UEFA               | 2Q      | Wisła Płock         | 0–0 | 1–1    | 1–1, w.     |
| 2006/07 | Puchar UEFA               | 1R      | Hapoel Tel Awiw     | 0–1 | 1–3    | 1–4         |
| 2007    | Puchar Intertoto          | 2R      | Szachcior Soligorsk | 4–2 | 2–0    | 6–2         |
| 2007    | Puchar Intertoto          | 3R      | RC Lens             | 0–0 | 1–3    | 1–3         |
| 2013/14 | Liga Europy               | 2Q      | Dacia Kiszyniów     | 2–0 | 1–2    | 3–2         |
| 2013/14 | Liga Europy               | 3Q      | FK Crvena zvezda    | 3–1 | 0–0    | 3–1         |
| 2013/14 | Liga Europy               | PO      | Skënderbeu Korcza   | 1–0 | 0–1    | 1–1, k: 7–6 |
| 2013/14 | Liga Europy               | Grupa B | Łudogorec Razgrad   | 0–1 | 1–1    | 2. miejsce  |
| 2013/14 | Liga Europy               | Grupa B | PSV Eindhoven       | 0–2 | 1–0    | 2. miejsce  |
| 2013/14 | Liga Europy               | Grupa B | Dinamo Zagrzeb      | 2–1 | 2–1    | 2. miejsce  |
| 2013/14 | Liga Europy               | 1/16    | Olympique Lyon      | 0–0 | 0–1    | 0–1         |
| 2014/15 | Liga Europy               | 3Q      | RNK Split           | 0–0 | 0–2    | 0–2         |

### Rozgrywki krajowe
| \| \| Bilans występów klubu w rozgrywkach piłkarskich Związku Radzieckiego (Stan na 31 grudnia 1992 r.) \| |                                                                                                   |        |       |   |   |   |    |    |     |                                             |        |        |      |
| Poziom | Rozgrywki                                                                                         | Sezony | Mecze | Z | R | P | B+ | B– | Pkt | Lata                                        | Awanse | Spadki | Naj. |
| I | Gruppa A/Klass A/Wysszaja Liga                                                                    | 26     |       |   |   |   |    |    |     | 1938–1939, 1965–1970, 1974–1986, 1988–1991  | 0      | 3      | 3    |
| II | Gruppa B/Klass B/Pierwaja liga                                                                    | 23     |       |   |   |   |    |    |     | 1940, 1945–1950, 1953–1964, 1971–1973, 1987 | 4      | 1      | 1    |
| III | Gruppa W                                                                                          | 3      |       |   |   |   |    |    |     | 1936–1937                                   | 1      | 0      | 1    |
| | Puchar ZSRR                                                                                       | ?      |       |   |   |   |    |    |     | 1936–1991                                   | 0      | 0      | 1/2  |
| | Bilans występów klubu w rozgrywkach piłkarskich Związku Radzieckiego (Stan na 31 grudnia 1992 r.) |        |       |   |   |   |    |    |     |                                             |        |        |      |

| \| Ukraina \| Bilans występów klubu w rozgrywkach piłkarskich Ukrainy (Stan na 31 maja 2019 r.) \| \| |                                                                                   |        |       |   |   |   |    |    |     |                                            |        |        |      |
| Poziom                                                                                                | Rozgrywki                                                                         | Sezony | Mecze | Z | R | P | B+ | B– | Pkt | Lata                                       | Awanse | Spadki | Naj. |
| I | Wyszcza liha/Premier-liha                                                         | 24     |       |   |   |   |    |    |     | 1992–1998, 1999/2000, 2002–2010, 2011–2019 | 0      | 4      | 2    |
| II | Persza liha                                                                       | 2      |       |   |   |   |    |    |     | 1998/99, 2000–2002, 2010/11, od 2019       | 3      | 0      | 2    |
| III                                                                                                   | Druha liha                                                                        | 0      |       |   |   |   |    |    |     |                                            |        |        |      |
| | Puchar Ukrainy                                                                    | ?      |       |   |   |   |    |    |     | od 1992                                    | 0      | 0      | 2    |
| Ukraina                                                                                               | Bilans występów klubu w rozgrywkach piłkarskich Ukrainy (Stan na 31 maja 2019 r.) |        |       |   |   |   |    |    |     |                                            |        |        |      |

## Piłkarze, trenerzy, prezydenci i właściciele klubu

### Piłkarze

#### Aktualny skład
Stan na 01.09.2023
| Nr | Poz. | Piłkarz                                  |
| -- | ---- | ---------------------------------------- |
| 1  | BR   | Danyło Warakuta                          |
| 3  | OB   | Witalij Jermakow                         |
| 4  | PO   | Mykyta Sytnykow                          |
| 5  | OB   | Luka Guček                               |
| 7  | PO   | Orest Kuzyk                              |
| 8  | PO   | Jon Šporn                                |
| 9  | PO   | Illa Putria (kapitan)                    |
| 10 | PO   | Guy Hadida                               |
| 11 | NA   | Bohdan Bojczuk                           |
| 20 | NA   | Artur Awahimian (wyp. z FK Ołeksandrija) |
| 21 | OB   | Illa Uchań                               |
| 27 | PO   | Ołeksandr Wasyljew                       |

| Nr | Poz. | Piłkarz                                      |
| -- | ---- | -------------------------------------------- |
| 29 | PO   | Władysław Wakuła (wyp. z Polissia Żytomierz) |
| 30 | PO   | Jewhen Danyluk                               |
| 31 | BR   | Ołeh Biłyk                                   |
| 39 | PO   | Ziguy Badibanga                              |
| 45 | PO   | Maksym Braharu                               |
| 70 | NA   | Samson Iyede (wyp. z AC Horsens)             |
| 77 | NA   | Andrij Sztohrin                              |
| 79 | OB   | Wołodymyr Saluk                              |
| 97 | PO   | Dadá Belmonte (wyp. z América Mineiro)       |
| 99 | BR   | Ołeksij Szewczenko                           |

### Trenerzy
- 03.1936–06.1937:  Aron Kohen
- 07.1937–07.1939:  Herman Błank
- 08.1939–12.1939:  Illa Łapidus
- 01.1940–12.1940:  Wołodymyr Kozyrski
- 01.1941–06.1941:  Jurij Chodotow
- 01.1945–08.1945:  Akim Fomin
- 09.1945–10.1946:  Kostiantyn Szczehocki
- 01.1947–05.1947:  Petro Ananjew
- 06.1947–07.1950:  Akim Fomin
- 08.1950–12.1950:  Mykoła Chyżnikow
- 08.1951–12.1952: klub nie istniał
- 01.1953–12.1954:  Aleksiej Kostylew
- 01.1955–06.1955:  Akim Fomin
- 07.1955–10.1956:  Hajk Andreasjan
- 10.1956–09.1958:  Petro Stupakow
- 10.1958–12.1958:  Borys Hałynski
- 01.1959–12.1962:  Anatolij Zubrycki
- 01.1963–12.1963:  Wsiewołod Bobrow
- 01.1964–05.1964:  Władimir Gorochow
- 06.1964–04.1967:  Jurij Wojnow
- 04.1967–10.1967:  Walentin Fiodorow
- 11.1967–12.1967:  Nikołaj Morozow
- 01.1968–12.1970:  Siergiej Szaposznikow
- 01.1971–03.1971:  Wiktor Żylin
- 04.1971–07.1971:  Nikołaj Morozow
- 08.1971–05.1973:  Anatolij Zubrycki
- 06.1973–05.1977:  Achmed Aleskierow
- 06.1977–08.1979:  Anatolij Zubrycki
- 08.1979–09.1979:  Wiktor Zubkow (p.o.)
- 09.1979–09.1979:  Wiktor Prokopenko (p.o.)
- 10.1979–12.1981:  Nikita Simonian
- 01.1982–10.1986:  Wiktor Prokopenko
- 01.1987–04.1988:  Anatolij Połosin
- 05.1988–12.1988:  Jurij Zabołotny
- 01.1989–06.1994: / Wiktor Prokopenko
- 07.1994–04.1998:  Łeonid Buriak
- 05.1998–10.1998:  Wołodymyr Kozerenko
- 10.1998–08.1999:  Ołeksandr Hołokołosow
- 08.1999:  Wałerij Melnyk
- 09.1999–08.2001:  Anatolij Azarenkow
- 08.2001–10.2002:  Ołeksandr Skrypnyk
- 10.2002–02.2003:  Łeonid Hajdarży
- 02.2003–09.2006:  Semen Altman
- 10.2006–12.2006:  Wiktor Dohadajło
- 01.2007–06.2007:  Semen Altman
- 07.2007–11.2008:  Witalij Szewczenko
- 11.2008–08.2009:  Wiktor Hryszko
- 08.2009–09.2009:  Ihor Nakoneczny (p.o.)
- 09.2009–05.2010:  Andrij Bal
- 05.2010–11.2010:  Ihor Nakoneczny
- 11.2010–16.12.2014:  Roman Hryhorczuk
- 16.12.2014–21.08.2017:  Ołeksandr Babycz
- 22.08.2017–30.08.2017:  Ołeksandr Hranowski (p.o.)
- 30.08.2017–04.09.2017:  Ołeksij Czystiakow (p.o.)
- 04.09.2017–22.12.2017:  Aleh Dułub
- 23.12.2017–12.06.2018:  Kostiantyn Frołow
- 13.06.2018–16.09.2019:  Angeł Czerwenkow
- 17.09.2019–13.10.2019:  Witalij Starowyk (p.o.)
- 14.10.2019–...:  Ostap Markewycz

### Prezydenci
- 1989–1992:  Jurij Zabołotny
- 1992–1995:  Wjaczesław Łeszczuk
- 1996–1997:  Hryhorij Biberhal
- 1998–1998:  Petro Najda
- 1998–2002:  Łeonid Klimow (honorowy prezydent nadal)
- 2002–...:  Ołeh Marus

## Struktura klubu

### Stadion
Od czasu swojego założenia zespół gościł inne kluby na kilku stadionach Odessy, ale podstawowy zawsze mieścił się w parku Szewczenki (dawniej Park Aleksandrowski) i nosił różne nazwy. 18 maja 1936 w parku został otwarty stadion im. Kosiora, który od grudnia 2003 nazywał się Centralny Stadion Czornomoreć. Po ostatniej rekonstrukcji od 19 listopada 2011 na stadionie zespół Czornomorca ponownie rozgrywa swoje mecze domowe. Stadion mieści 34 164 widzów i ma wymiary 105 × 68 metrów.

### Inne sekcje
Klub prowadzi drużyny dla dzieci i młodzieży w każdym wieku.

### Sponsorzy
Sponsorem technicznym jest włoska firma Legea. Sponsorem głównym jest od 2017 firma GEFEST.

## Kibice i rywalizacja z innymi klubami

### Kibice
Część Ultras klubu miała prorosyjskie poglądy, a część – ukraińskie nacjonalistyczne poglądy. Ruch kibiców w Odessie narodził się w czasach Związku Radzieckiego. Liczba kibiców w okresie największej frekwencji wyniosła 1-1,5 tys. osób. Fani Czornomorca utrzymują przyjazne stosunki ze Spartakiem Moskwa, dlatego konfrontacja z Dynamem Kijów, które konkurowało z prawie wszystkimi rosyjskimi drużynami, stała się podstawową.

### Rywalizacja
Największymi rywalami klubu są inne zespoły z miasta oraz stolicy. Kibice Odessy tradycyjnie przyjaźnią się z fanami Worskły Połtawa, Krywbasu Krzywy Róg, Metalista Charków, Nywy Winnica oraz Szachtara Donieck i wrogo odnosiły się do fanów koalicji Dynamo Kijów – FK Dnipro – Karpaty Lwów (choć utrzymywali przyjazne stosunki z lwowskim klubem do początku XXI wieku), a także z kibicami Obołoni Kijów, Tawrii Symferopol, Arsenału Kijów, FK Mariupol i Wołyni Łuck.

### Derby
- SKA Odessa
- Dynamo Kijów